# Przymus Slavenburga
Przymus Slavenburga – w brydżu przymus w którym jeden z obrońców staje w sytuacji przymusowej w dwóch kolorach, ale może zrzucić z ręki (podbić) zagranego atuta.
|   |              | ♠     | A K 10 5 |   |         |
| ♥ | W 6 4        |       |          |   |         |
| ♦ | K 9          |       |          |   |         |
| ♣ | D W 8 6      |       |          |   |         |
| ♠ | 4 3          | NW ES | NW ES    | ♠ | W 8 7 6 |
| ♥ | 8 7 5 2      | NW ES | NW ES    | ♥ | D 10 9  |
| ♦ | D W 10 8 4 3 | NW ES | NW ES    | ♦ | 6 5     |
| ♣ | 5            | NW ES | NW ES    | ♣ | 9 7 4 2 |
|   |              | ♠     | D 9 2    |   |         |
| ♥ | A K 3        |       |          |   |         |
| ♦ | A 7 2        |       |          |   |         |
| ♣ | A K 10 3     |       |          |   |         |

Rozgrywając S gra 7♣ po ataku damą karo. Bierze pierwszą lewę królem w stole i gra atuty dwa razy, a następnie karo do asa i przebija ostatnie karo z ręki damą trefl w dziadku. Gracz E ma w tym momencie w ręce ♠Wxxx ♥Dxx ♦- ♣97 - zrzucenie blotki w kolorze starszym wyrabia rozgrywającemu ten kolor, gracz E musi więc podbić damę trefl małym atutem. Rozgrywający musi prawidłowo ocenić zaistniałą sytuację i zdecydować się na zagranie na impas waleta pik grając małego pika do dziewiątki.

|   |              | ♠     | A K 10 5 |   |         |
| ♥ | W 6 4        |       |          |   |         |
| ♦ | K 9          |       |          |   |         |
| ♣ | D W 8 6      |       |          |   |         |
| ♠ | W 3          | NW ES | NW ES    | ♠ | 8 7 6 3 |
| ♥ | 8 7 5 2      | NW ES | NW ES    | ♥ | D 10 9  |
| ♦ | D W 10 8 4 3 | NW ES | NW ES    | ♦ | 6 5     |
| ♣ | 5            | NW ES | NW ES    | ♣ | 9 7 4 2 |
|   |              | ♠     | D 9 2    |   |         |
| ♥ | A K 3        |       |          |   |         |
| ♦ | A 7 2        |       |          |   |         |
| ♣ | A K 10 3     |       |          |   |         |

Interesującym aspektem przymusu Slavenburga jest to, że obrońca może udawać, iż stoi w takiej sytuacji przymusowej i tym zagraniem psychologicznym skierować rozgrywającego w złą stronę. Przy takim układzie kart jak po lewej stronie, kontrakt, wist i przebieg pierwszych lew jest taki sam jak w pierwszym przykładzie. W momencie kiedy S przebija przegrywające karo w stole, E nie stoi w sytuacji przymusowej i może bezpiecznie odrzucić pika ale w takiej sytuacji rozgrywający bez problemu weźmie resztę lew przy spadającym walecie pik. Dobry obrońca E podbije w tej sytuacji trefla, pomimo że nie znajduje się w przymusie fałszując w ten sposób dla rozgrywającego prawdziwy rozkład kart.